# Piet Rentmeester
Pour les articles homonymes, voir Rentmeester.
Piet Rentmeester, né le 27 août 1938 à Yerseke et mort le 11 février 2017 à Yerseke, est un coureur cycliste néerlandais, professionnel entre 1960 et 1966.

## Carrière
Piet Rentmeester passe professionnel en 1960. En 1962, il remporte Kuurne-Bruxelles-Kuurne, sa plus grande victoire. La même année, il s'impose également lors de Paris-Camembert. Il a participé à trois championnats du monde de cyclisme sur route de 1960 à 1962. Il s'y est classé onzième en 1961 et 1962. Il a également pris par au Tour d'Espagne 1964, mais abandonne durant l'épreuve.
Il devient connu en 1965 après avoir soi-disant fraudé à un contrôle antidopage avec l'urine de son épouse enceinte. Il est par la suite surnommé de façon moqueuse comme le « coureur enceint ». Niant les allégations, il n'a été jamais accusé de façon formelle par la fédération, l'hormone de grossesse, n'étant de toute façon pas recherchée à l'époque.
Après sa carrière, il devient avec succès un grossiste dans les articles de sport et de pièces de bicyclettes à Yerseke.
Il est mort en 2017 à l'âge de 78 ans.

## Palmarès
- 1957
  - Ronde van Kruiningen
  - 2e du championnat de la province de Zélande
  - 3e du Tour de Zélande
  - 3e du Grand Prix François-Faber
- 1958
  - Tour de Flandre occidentale :
    - Classement général
    - 3eb (contre-la-montre), 4eb (contre-la-montre) et 5e étapes

  - 5e et 6e étapes de l'Olympia's Tour
  - Tour du Limbourg
- 1959
  - 3e de Gand-Wevelgem indépendants
- 1960
  - GP Fichtel & Sachs
  - 3e du Tour d'Allemagne
  - 3e du Circuit du Houtland-Torhout
- 1961
  - 1reb et 3e étapes du Tour des Pays-Bas
  - 3e étape du Tour du Nord
  - Gand-Bruges-Anvers
  - Grand Prix de clôture
  - 2e du Circuit de la vallée de la Lys
  - 2e du Circuit de Flandre centrale
  - 3e du Tour d'Allemagne
  - 3e du Circuit du Houtland-Torhout
- 1962
  - Paris-Camembert
  - Kuurne-Bruxelles-Kuurne
  - 2e du Circuit des Ardennes flamandes - Ichtegem
  - 2e d'À travers les Flandres
  - 2e du Grand Prix d'Antibes
  - 3e d'Anvers-Ougrée
  - 3e des Quatre Jours de Dunkerque
  - 3e du championnat des Pays-Bas sur route
  - 3e du GP Bad Schwalbach
  - 3e du Tour de Picardie
  - 3e du Grand Prix Beeckman-De Caluwé
  - 8e de Paris-Bruxelles
  - 10e de Paris-Tours
- 1963
  - Tour de Feyenoord
  - Bruxelles-Charleroi-Bruxelles
  - 2e de Bordeaux-Paris
- 1964
  - GP Ignacio
  - 8e étape du Tour d'Andalousie
  - 7e étape du Tour de Catalogne
  - 2e du Trofeo del Sprint
- 1965
  - 3e de la Flèche brabançonne
- 1966
  - Flèche enghiennoise

## Résultat sur les grands tours

### Tour d'Espagne
1 participation 
- 1964 : non-partant (4ea étape)